# کورت الینگ
کورت الینگ (انگلیسی: Kurt Elling؛ زادهٔ ۲ نوامبر ۱۹۶۷) یک موسیقی‌دان اهل ایالات متحده آمریکا است. وی از سال ۱۹۹۵ میلادی تاکنون مشغول فعالیت بوده‌است.